# ZIP
Zip é um formato de compactação de arquivos muito difundido pela Internet. Sua primeira aparição foi através do programa PKZIP. Atualmente, o formato já tem compatibilidade nativa com vários sistemas operacionais, como o Windows da Microsoft Windows, que já permite compactar e descompactar arquivos no formato zip sem o uso de softwares adicionais (externos) instalados.
O WinZip a partir da versão 12.1, usa a extensão .zipx para arquivos ZIP que usam métodos de compactação mais recentes que DEFLATE; especificamente, métodos BZip, LZMA, PPMd, JPEG e Wavpack. Os dois últimos são aplicados aos tipos de arquivos apropriados quando a compactação "Melhor método" é selecionada.
Existem muitos softwares que trabalham com este tipo de arquivo, tais como:
- 7-Zip
- B1 Free Archiver
- PKZIP
- WinRAR
- WinZip

## Nota de linguagem
Com relação a esse formato, pessoas estão acostumadas a dizer: "estou enviando um zip pra você". Isto, normalmente, significa: "estou enviando, a você, um arquivo compactado no formato zip". Por outro lado, poderia significar também: "estou enviando, a você, um arquivo compactado no formato X", onde X pode ser qualquer dos formatos de compressão.